# Skiltetrailer
En skiltevogn eller skiltetrailer er en trailer, der efterspændes et køretøj for at afspærre hele eller dele af en vej. Afspærring kan være nødvendigt i forbindelse med f.eks. et færdselsuheld eller et vejarbejde.
Visse redningstjenester anvender skiltetrailere til at foretage effektiv afspærring ved uheldssteder. Disse eksemplarer er typisk forsynede med blå blink som øvrige udrykningskøretøjer.
| Stub | Spire Denne bilrelaterede artikel er en spire som bør udbygges. Du er velkommen til at hjælpe Wikipedia ved at udvide den. |